# Leon Griffin
Pour les articles homonymes, voir Griffin.
Leon Griffin, né le 16 juin 1980 est un triathlète australien professionnel, vainqueur des championnats du monde de duathlon en 2006 et vainqueur sur triathlon Ironman 70.3.

## Palmarès
Le tableau présente les résultats les plus significatifs (podium) obtenus sur le circuit national et international de triathlon et du duathlon depuis 2005,.
| Année | Compétition                       | Pays             | Position          | Temps           |
| ----- | --------------------------------- | ---------------- | ----------------- | --------------- |
| 2017  | Challenge Penticton               | Canada           | Médaille d'or     | 3 h 49 min 58 s |
| 2016  | Ironman 70.3 Palmas               | Brésil           | Médaille d'argent | 3 h 56 min 49 s |
| 2016  | Ironman 70.3 Puerto Rico          | Porto Rico       | Médaille d'argent | 3 h 54 min 21 s |
| 2015  | Challenge Melbourne               | Australie        | Médaille d'or     | 3 h 51 min 41 s |
| 2015  | Ironman 70.3 Auckland             | Nouvelle-Zélande | Médaille d'argent | 3 h 50 min 24 s |
| 2014  | Ironman 70.3 Timberman            | États-Unis       | Médaille d'or     | 3 h 53 min 46 s |
| 2013  | Ironman 70.3 Timberman            | États-Unis       | Médaille d'argent | Timing          |
| 2013  | Wildflower Triathlon              | États-Unis       | Médaille d'argent | Timing          |
| 2012  | Ironman 70.3 Timberman            | États-Unis       | Médaille d'argent | 3 h 50 min 53 s |
| 2012  | Ironman 70.3 San Juan             | Porto Rico       | Médaille d'argent | 3 h 53 min 8 s  |
| 2010  | Ironman 70.3 Geelong              | Australie        | Médaille d'argent | 3 h 54 min 35 s |
| 2008  | Ironman 70.3 Geelong              | Australie        | Médaille d'argent | 3 h 56 min 49 s |
| 2006  | Championnats du monde de duathlon | Canada           | Médaille d'or     | 1 h 50 min 44 s |
| 2006  | New York City Triatlon            | États-Unis       | Médaille d'argent | Timing          |
| 2005  | Canberra Half Ironman Triathlon   | Australie        | Médaille d'or     | Timing          |